# Венгерская епархия
Правосла́вная румы́нская епископи́я в Ве́нгрии (рум. Episcopia Ortodoxă Română din Ungaria, венг. Magyarországi Román Ortodox Egyházmegye, Румынская православная епископия Дьюлы, рум. Episcopia Ortodoxă Română de Gyula, венг. Gyulai Román Ortodox Püspökség) — епархия Румынской православной церкви с центром в городе Дьюла.
Правящий архиерей — епископ Силуан (Мэнуйлэ) (с 8 июля 2007 года).

## История
27 марта 1946 года Национальный церковный Конгресс Румынской православной церкви по предложению митрополита Трансильванского Николая (Бэлана), епископа Арадского Андрея (Маджеру) и епископа Орадского Николая (Поповичу) утвердил создание «Православной епископии для румын Венгрии» (рум. Episcopiei Ortodoxe a Românilor din Ungaria) для окормления православных румын, проживающих на территории Венгрии. Центром новой епархии стал небольшой приграничный венгерский город Дьюла. В качестве управляющего этой епископии был назначен епископ Николай (Поповичу). Впоследствии правящие архиереи Арадской епархии действовали как управляющие данное епархией. Епархия вошла в состав Банатской митрополии, куда с 1949 года входила Арадская епархия. Отсутствие своего епископа для данной епархии было вызвано политическими обстоятельствами.
30 января 1999 года архимандрит Софроний (Дринчек) был избран первым епископом данной епархии, который был хиротонисан 21 февраля 1999 года. 25 февраля 2007 года он был переведён на Орадскую, Бихорскую и Сэлажскую епархия. 8 июля 2007 года епархию возглавил епископ Силуан (Мэнуйлэ).
В 2009 году выведена из состава Банатской митрополии и перешла под прямое управление Патриарха Румынского. В 2010 году в епархии насчитывалось 19 приходов и 2 монастыря, в которых служили 15 священников.

## Правящие архиереи
- Николай (Поповичу) (27 марта 1946 — 2 октября 1950) в/у, еп. Орадский
- Андрей (Маджеру) (2 октября 1950 — 13 мая 1960) в/у, еп. Арадский
- Николай (Корняну) (15 декабря 1960 — 17 февраля 1962) в/у, еп. Арадский
- Феоктист (Арэпашу) (16 сентября 1962 — 28 января 1973) в/у, еп. Арадский
- Виссарион (Аштиляну) (10 июня 1973 — 6 августа 1984) в/у, еп. Арадский
- Тимофей (Севичу) (30 сентября 1984 — 21 февраля 1999) в/у, еп. Арадский
- Софроний (Дринчек) (21 февраля 1999 — 25 февраля 2007)
- Силуан (Мэнуйлэ) (с 8 июля 2007 года)